# Homaliodendron sphaerocarpum
Homaliodendron sphaerocarpum là một loài rêu trong họ Neckeraceae. Loài này được Nog. mô tả khoa học đầu tiên năm 1966.